# Lethrinus crocineus
Lethrinus crocineus är en fiskart som beskrevs av Smith, 1959. Lethrinus crocineus ingår i släktet Lethrinus och familjen Lethrinidae. Inga underarter finns listade i Catalogue of Life.